# Langton Long Blandford
Langton Long Blandford is een civil parish in het bestuurlijke gebied North Dorset, in het Engelse graafschap Dorset. In 2001 telde het dorp 147 inwoners.